# .tt
A .tt Trinidad és Tobago internetes legfelső szintű tartomány kódja, melyet 1991-ben hoztak létre.
Ugyanúgy lehet második, illetve harmadik szintekre regisztrálni. A szabad szintek a következők:
- .co.tt
- .com.tt
- .org.tt
- .net.tt
- .biz.tt
- .info.tt
- .pro.tt
- .name.tt
- .edu.tt (csak iskolák)
- .gov.tt (csak az ország kormánya)